# Швосдорф

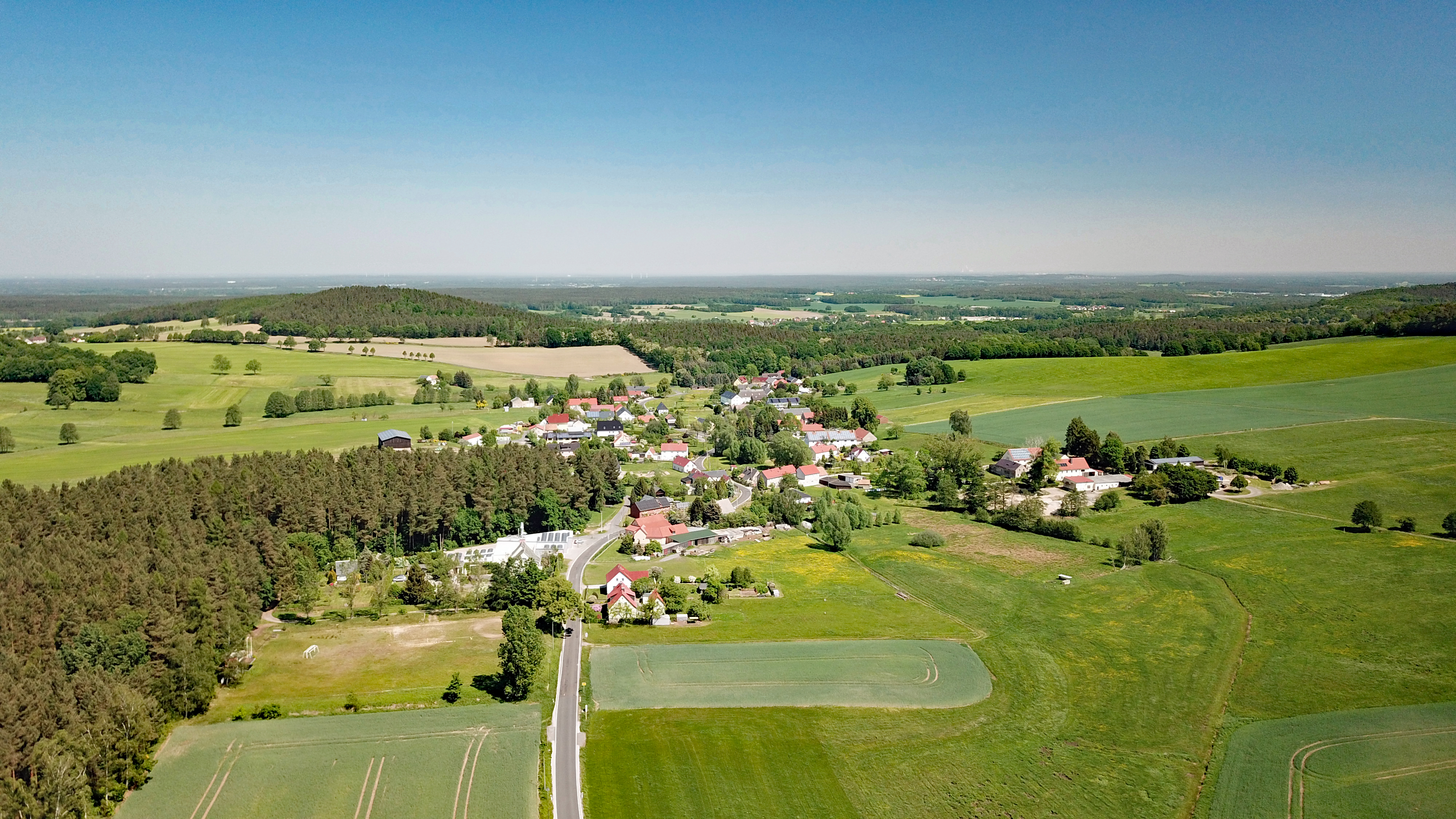

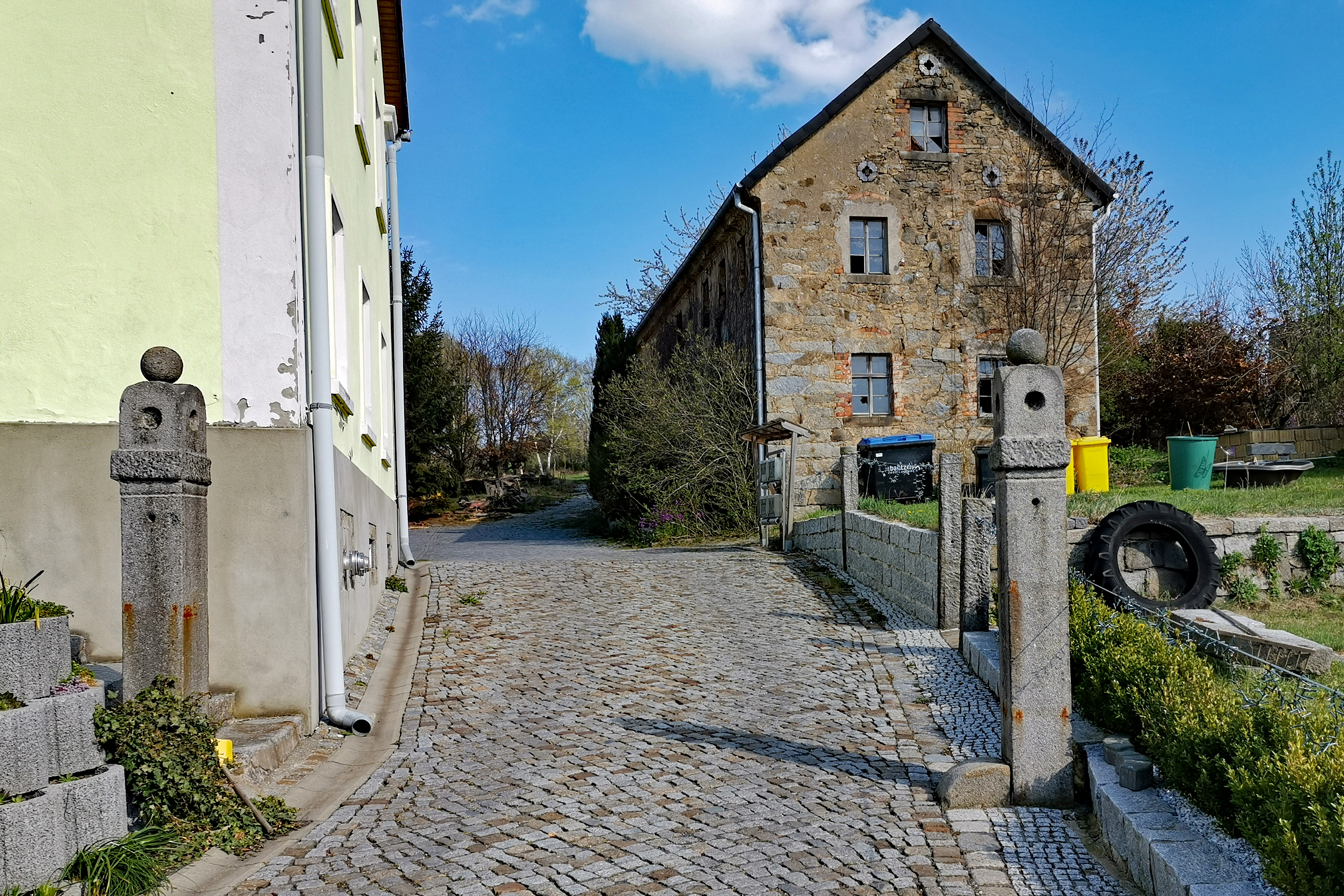

Шво́сдорф (нем. Schwosdorf; серболужицкое наименование — Шво́бицы в.-луж.  Šwobicy) — сельский населённый пункт в городских границах Каменца, район Баутцен, федеральная земля Саксония, Германия.

## География
Находится среди лесного массива юго-западнее Каменца на автомобильной дороге K9270 (участок Брауна — автомобильная дорога S105) в окружении холмов: на севере — холм Шпицберг (Spitzberg, высота 289 м.), на востоке — холм Риннберг (Rinnberg, 303 м.), на юго-западе — холм Лерхенберг (Lerchenberg, 248 м.), на западе — холм Брайтенберг (Breitenberg, 299 м.) и на северо-западе — холм Шпицберг (Spitzberg, 279 м.).
Соседние населённые пункты: на севере — Петерсхайн (в городских границах Каменца), на северо-востоке — деревня Брауна (Брунов, в городских границах Каменца).

## История
Впервые упоминается в 1225 году под наименованием «Swavesdorf». С 1972 по 1994 года деревня входила в коммуну Брауна, с 1994 по 1999 года — в коммуну Шёнтайхен. 1 января 1999 года вошла в городские границы Каменца в статусе самостоятельного сельского населённого пункта.
Исторические немецкие наименования:
- Swavesdorf, 1225
- Petrus de Svabistorf, 1245
- Swabisdorf ,1263
- Swobisdorf ,1455
- Schwoßdorff ,1574
- Schwoosdorf, 1875

## Население
| 1834 | 1871 | 1890 | 1910 | 1925 | 1939 | 1946 | 1950 | 1964 | 2011 |
| ---- | ---- | ---- | ---- | ---- | ---- | ---- | ---- | ---- | ---- |
| 145  | 207  | 198  | 226  | 211  | 205  | 259  | 279  | 234  | 164  |